# Hypsoprora anatina
Hypsoprora anatina is een halfvleugelig insect uit de familie bochelcicaden (Membracidae). De soort werd voor het eerst wetenschappelijk beschreven door Henry Weed Fowler in 1894.
De soort komt voor in delen van Midden-Amerika. De cicade heeft een zeer sterk gewelfde structuur aan het borststuk en is hierdoor goed gecamoufleerd.